# Навчальний об'єкт
Навчальний об'єкт — програмний об'єкт або ресурс, який може бути використано для навчання.
Ідеологія об'єктно-орієнтованого навчання використовується переважно у галузях дистанційного, електронного чи віртуального навчання.
Навчальні об'єкти широко використовуються у віртуальних навчальних середовищах.
Навчальні об'єкти передбачають активне використання елементів Мультимедіа, анімації тощо.

## Посилення
| Освіта | Це незавершена стаття про освіту. Ви можете допомогти проєкту, виправивши або дописавши її. |